# Gatterstädt
Gatterstädt ist ein Ortsteil der Stadt Querfurt (Saalekreis) in Sachsen-Anhalt. Zurzeit zählt Gatterstädt etwa 650 Einwohner.

## Geschichte

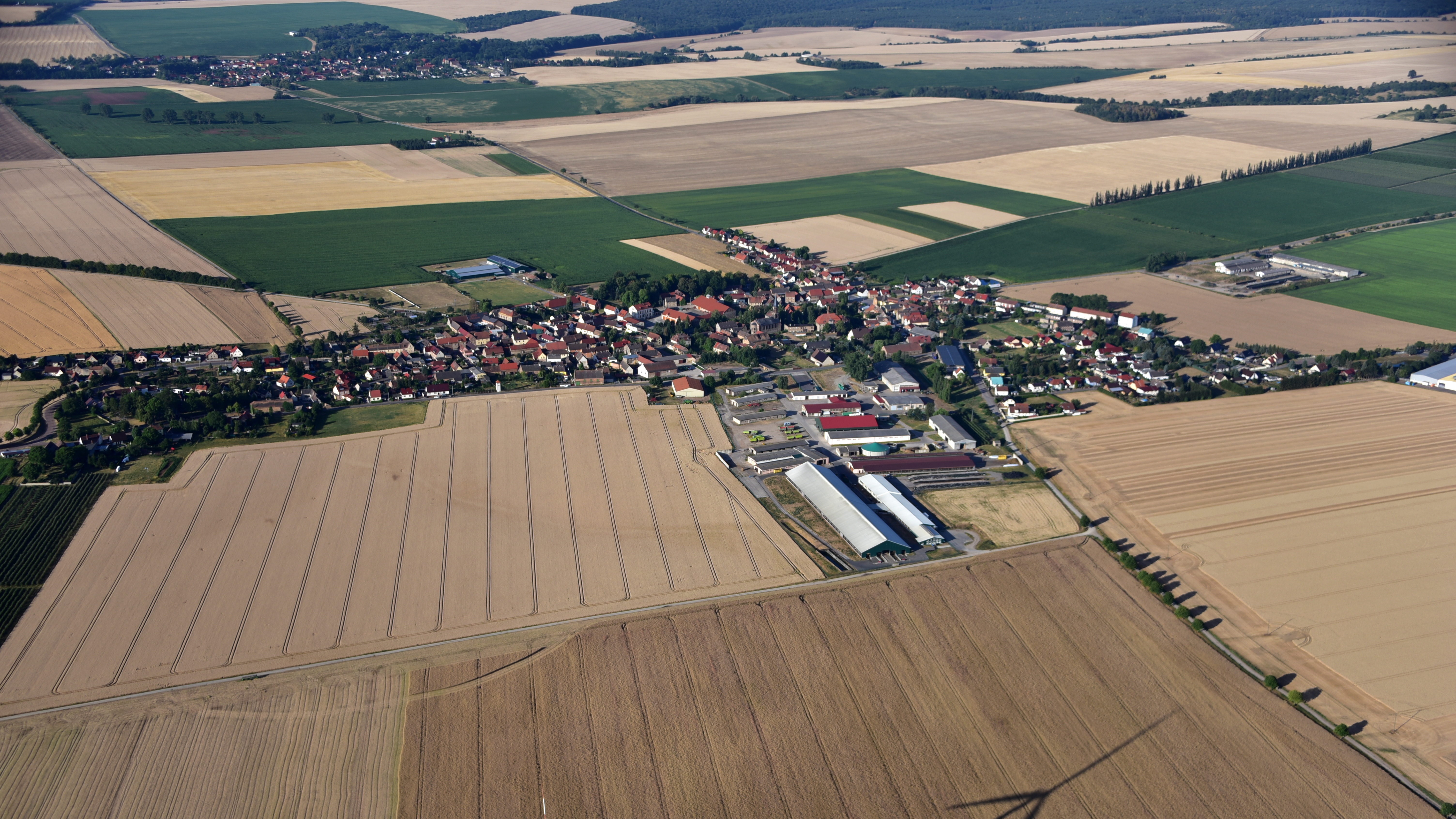
Gatterstädt, Luftaufnahme (2018)

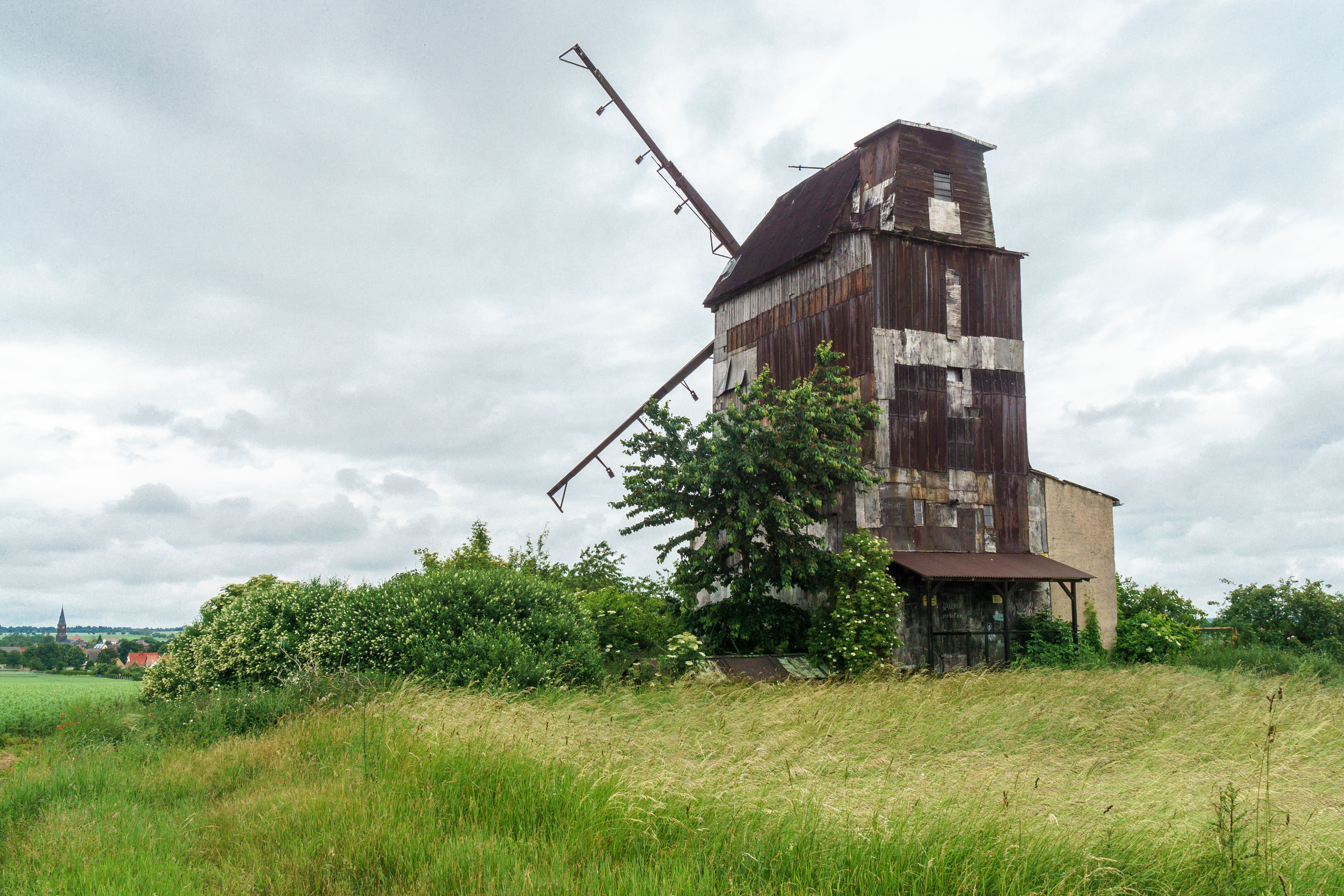
Windmühle

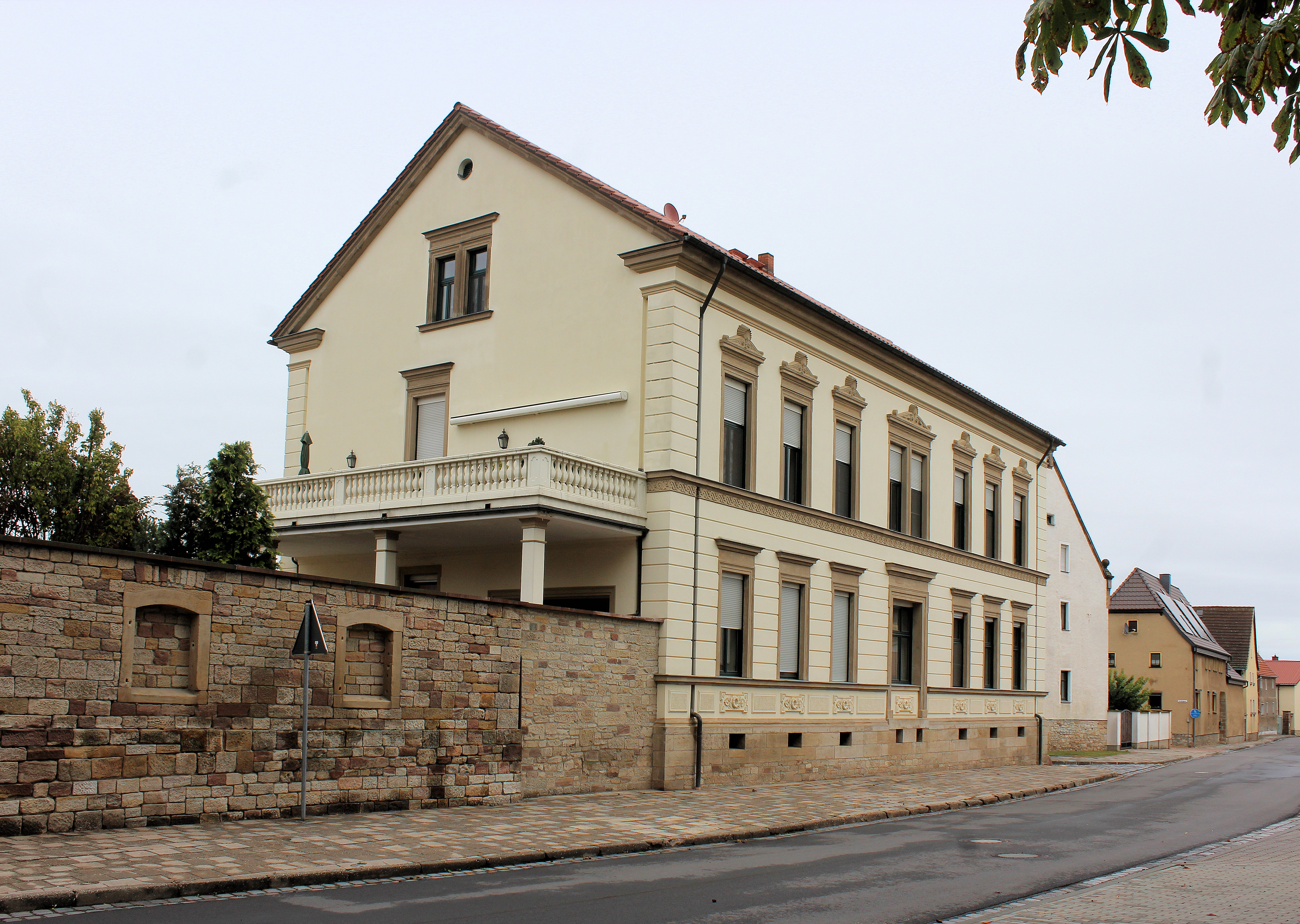
Ruhmersches Gutshaus

Die Geschichte des Ortes lässt sich ca. 1000 Jahre zurückverfolgen. Im Jahre 1054 wurde die romanische Kapelle St. Petri errichtet. Der Ort gehörte im Mittelalter zunächst zur Herrschaft Querfurt und kam nach dem Aussterben der Edelherren von Querfurt im Jahr 1496 als Amt Querfurt an das Erzbistum Magdeburg, von welchem es 1635 an das Kurfürstentum Sachsen gelangte. 1705 und 1709 erwarb der braunschweig-lüneburgische Drost Heinrich Burchard von Münchhausen zwei Lehngüter in Gatterstädt, die bis zum Tod seines Enkels Johann Gottlieb Bernhard von Münchhausen 1799 im Besitz der Münchhausen blieben.
Durch den Wiener Kongress gelangte das Amt im Jahr 1815 an Preußen und ging im Kreis Querfurt auf, dem Gatterstädt ebenfalls angehörte. Dieser veränderte sich in den nächsten 180 Jahren mehrfach (siehe auch Kreis Querfurt), aber Gatterstädt blieb stets Teil davon und kam im Jahr 1994 in den neugebildeten Kreis Landkreis Merseburg-Querfurt, der wiederum im Jahr 2007 mit dem Saalkreis zum neuen Saalekreis zusammengelegt wurde.
In den Jahren 1853 bis 1856 entstand die neue, deutlich größere Kirche St. Georg 600 Meter westlich der alten Kirche an der Kleinen Straße.
Um das Jahr 1900 umfasste Gatterstädt 62 Haushalte, wovon 22 von Landwirten und 20 von Handwerkern geführt wurden. Das Dorf besaß eine Schule mit drei Lehrern, zwei Gastwirtschaften und zwei Mühlen.
1927 hatte Gatterstädt 786 Einwohner.
Aus der Siedlung entwickelte sich bis Anfang der 1930er Jahre ein Dorf mit über 1000 Einwohnern mit mehreren Handwerksbetrieben, Gasthof (Zum weißen Roß), Gutshöfen (Ruhmersches Gut, Oberhof) und Bauernhäusern (siehe auch Liste der Kulturdenkmale in Querfurt).
Seit dem 11. Mai 1995 ist Gatterstädt ein Ortsteil der etwa 3 Kilometer entfernten früheren Kreisstadt Querfurt.

## Wirtschaft
In Gatterstädt gibt es umfangreiche Obstplantagen, sehr bekannt sind die Gatterstädter Kirschen. Die Acker- und Obstflächen erstrecken sich über 1.400 Hektar.
Des Weiteren gibt es in Gatterstädt einen großen Blechverarbeitungsbetrieb.

## Verkehrsanbindung
Die Bundesstraßen 180 und 250 sind 2 bzw. 4 Kilometer vom Ort entfernt. Mit Fertigstellung der Bundesautobahn 38 Anfang 2009 hat sich Gatterstädts Erreichbarkeit deutlich verbessert.

## Dorffest
Das jährlich am letzten Juni-Wochenende stattfindende Parkfest stellt einen besonderen Höhepunkt des Jahres dar. Das ganze Wochenende steht im Zeichen gemütlichen Beisammenseins bei einem Rahmenprogramm im Gatterstädter Park. Außerdem finden zu dieser Zeit auch sportliche Vergleiche auf dem Fußballplatz und der Kegelbahn statt.

## Vereine
Der Gatterstädter Sportverein ist mit ca. 100 Mitgliedern der größte Verein in Gatterstädt. Zurzeit gibt es die Abteilungen Kegeln und Fußball.
Des Weiteren erreicht die Freiwillige Feuerwehr Gatterstädt hervorragende Ergebnisse im Vergleich mit anderen Feuerwehren aus dem Kreis.
Der 2009 gegründete Heimatverein organisiert verschiedene Höhepunkte und gemeinsame Veranstaltungen für die Gemeindebewohner und Gäste.

## Persönlichkeiten
- Heinrich Burchard von Münchhausen (1659–1717), braunschweig-lüneburgischer Drost und Gutsbesitzer in Gatterstädt
- Christoph Johann von Münchhausen (1695–ca. 1755), Kammerrat und Kreisdirektor, Gutsbesitzer in Gatterst#dt
- Christian Ludwig Krug von Nidda (1774–1851), preußischer Landrat
- Friedrich Albert Franz Krug von Nidda (1776–1843), Dichter der Romantik
- Heinrich von Kummer (1874–1951), Generalmajor im Zweiten Weltkrieg